# 재수
재수(再修)는 한 번 배웠던 학과 과정을 다시 배우는 것, 특히 입학시험 결과에 만족하지 못하고 다음 시험에 대비하여 공부하는 것을 말한다. 대학을 휴학하거나 다니면서 다시 대학 입시 공부를 하는 것을 반수(半修), 재수 후에도 결과에 만족하지 못하고 다시 공부하는 것을 삼수(三修)라고 하며, 속어로 그 횟수에 따라 사수(四修), 오수(五修), 육수(六修), 여러 번을 뜻하는 장수(長修), 이를 통칭하는 N수 따위도 쓰인다. 이러한 과정에 있는 학생을 재수생(再修生)이라고 한다.

## 나라별 재수생

### 대한민국
대한민국의 대학입학시험 수험생 중 재수·삼수생 비율은 계속 늘어나고 있다.
대학수학능력시험 졸업생 응시자 비율을 2010년과 2011년으로 비교했을 때 경기 25.4% → 27.%, 부산 22.7% → 27%, 인천 22.9% → 27.8%, 대구 22.9% → 25.2%, 광주 19.4% → 23.2% 등 전국 16개 시·도에서 모두 재수생 비율이 높아졌으며 서울 25개 구에서도 모두 재수생이 증가했다. 2011년 4월 2일, 조선일보

서울 지역 고교 졸업생 중 절반 이상은 재수 또는 삼수를 택한다.
2011학년도 수학능력시험을 치른 고3 수험생 대비 졸업생 비율은 54%로 서울 203개 고교 졸업생 중 절반 이상이 재수 또는 삼수를 하는 것으로 집계됐다. 2011년 4월 2일, 조선일보

세화고등학교는 2011년 대학수학능력시험에서 재학생 대비 졸업생 응시자 비율이 103.1%로 졸업생 수가 재학생 보다 많은 첫 학교가 되었다.

### 재도전
대한민국에서는 의미가 확장되어 학습 이외에도 '재도전'의 의미로도 쓰인다.
2011년 7월 7일, 조이뉴스는 평창군의 동계 올림픽 3번째 유치 도전을 '삼수'로 표현하고 있다.
《12년 고난의 길! 삼수 끝 성공한 평창의 쾌거》

드디어 삼수 끝에 유치에 성공했다. 두 차례나 고배를 마시고 패배의 눈물을 삼켜야 했던 평창, 강원도, 그리고 한국은 동계올림픽 유치가 확정되자 환호성으로 가득했다.

### 일본
일본에서는 재수생을 의지없이 떠도는 사무라이를 가리키는 단어인 '로닌'(일본어: 浪人)으로 부르며, 이들을 대상으로 하는 예비교 같은 사설 입시 학원 시장이 형성되어 있다. 재수생 수는 1990년대 초 33만여 명에 달해 해당 산업이 약 1조 엔 정도의 시장 규모를 가졌으나, 2000년대 후반에 입학 지원자가 대학 정원을 밑돌면서 그 수는 5만여 명으로 줄었다. 또한 대학에 재학하면서 원하는 다른 대학의 입학 시험을 위한 공부를 하고있는 반수생을 대학생의 가면을 쓰고 하는 재수라 하여 가면재수(일본어: 仮面浪人)라고 부른다.

## 같이 보기
- 수험
- 학벌

## 참고 문헌
1. ↑  조으뜸 기자 (2011년 8월 5일). “학생 35%, '공부에 가장 큰 걸림돌은 무분별한 인터넷 사용'”. 키즈맘뉴스.[깨진 링크(과거 내용 찾기)]
2. 1 2 3  탁상훈, 오현석 기자 (2011년 4월 2일). “대한민국 입시는 '재수생 천국', 재수생 응시자 더 많은 학교(세화고) 처음으로 나와”. 조선일보.
3. ↑  권기범 기자 (2011년 7월 7일). “12년 고난의 길! 삼수 끝 성공한 평창의 쾌거”. 조이뉴스.
4. ↑  조양욱 (2011년 1월 9일). “일본에도 수능시험이 있다?”. 뉴데일리.
5. ↑  니시야마 아키라 (1992년 2월). “1조엔 시장, 일본의 재수생산업”. 《월간 말》. 통권 68호: 206~209. 일본에서는 보통 수험산업을 '1조 엔 시장'의 규모로 보면 별 무리가 없다.
6. ↑  김도형 (2008년 5월 9일). “학생확보 '비상' 일본 학원들 고급화로 승부”. 한겨레신문. 1990년께 33만명에 달했던 일본 재수생은 최근 5만명으로 크게 줄어, 학원들이 학생 확보에 애를 먹고 있다. '소자화'(출생률 저하)로 전체 대학 지원자 수가 모집정원을 밑도는 '대학 전원입학' 시대가 도래한 탓이다.